# Zastava Islanda
Zastava Islanda prihvaćena je 17. lipnja 1944. godine kada je Island postao samostalna republika. Prije se upotrebljavala kao zastava Islanda dok je bio u sastavu Danske. Kao i dosta drugih zastava Skandinavije, zastava Danske je poslužila kao osnova za ovu zastavu. Zastava je tamnoplave boje s bijelim križem, i s tanjim crvenim križem u bijelom križu. Okomiti dio križa je pri lijevoj strani zastave. Boje su obratne od onih na norveškoj zastavi, zemlje s kojom Island ima jake povijesne veze.

## Vanjske poveznice
- forsaetisraduneyti.is
- Flags of the World
- Povijest zastave - Flags of the World